# Shaharah
Shaharah (àrab: شهارة, Xahāra) és un gran poble muntanyenc, seu del districte homònim de la governació d''Amran, al Iemen. «Es troba a 2.600 metres d'altura i té vistes a l'onatge muntanyós i unflat del sud i a les planes càlides i lluents del nord.» És al cim d'una muntanya esmolada del mateix nom, Jabal Shaharah, que és un esperó de la serralada de Jabal al-Ahnum, amb els costats i el cim coberts de conreus extensius. El poble està format per antigues cases de pedra i un aljub. La zona es caracteritza per un pont d'arc per a vianants fet amb pedra calcària, construït en el segle xvii per un senyor local per a connectar dos pobles separats per un profund congost.

## Història
L'autor del segle x al-Hamdaní parla de Shaharah com una muntanya i una fortalesa, i apareix en fonts històriques al llarg de l'edat mitjana i del període modern primerenc. Fou en especial important durant els conflictes entre iemenites i otomans dels segles xvi i xvii, quan va servir de fortalesa important de les muntanyes occidentals de Iemen. Al-Mansur al-Qàssim, imam zaydita del Iemen, va morir a Shaharah el 1620.

## Galeria

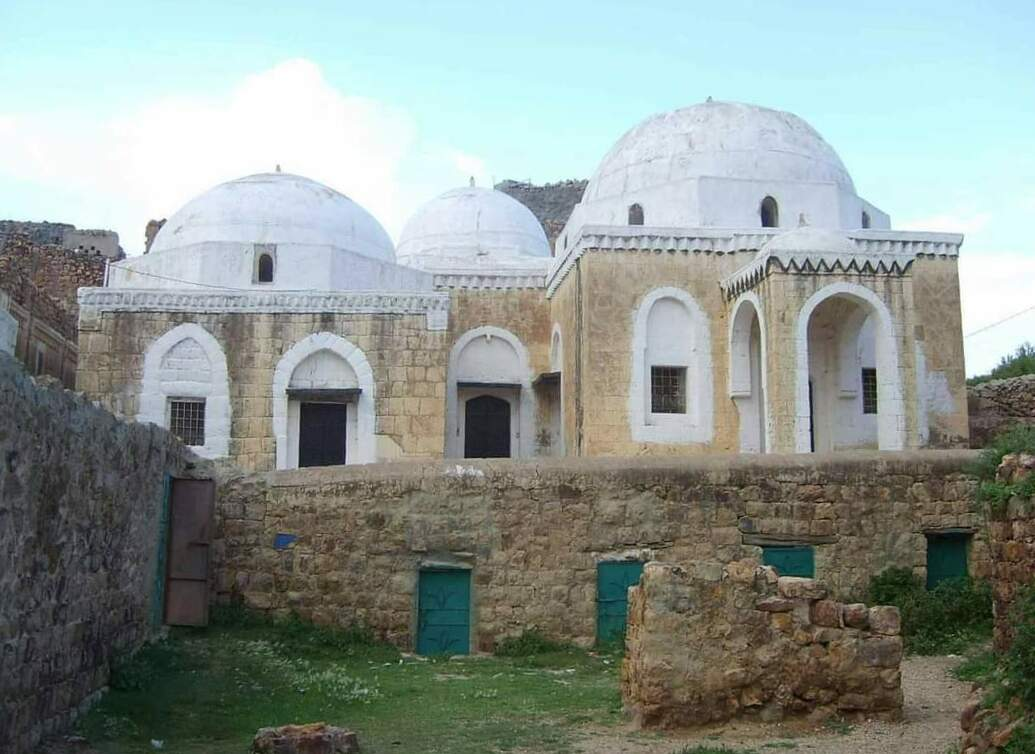
Cases tradicionals
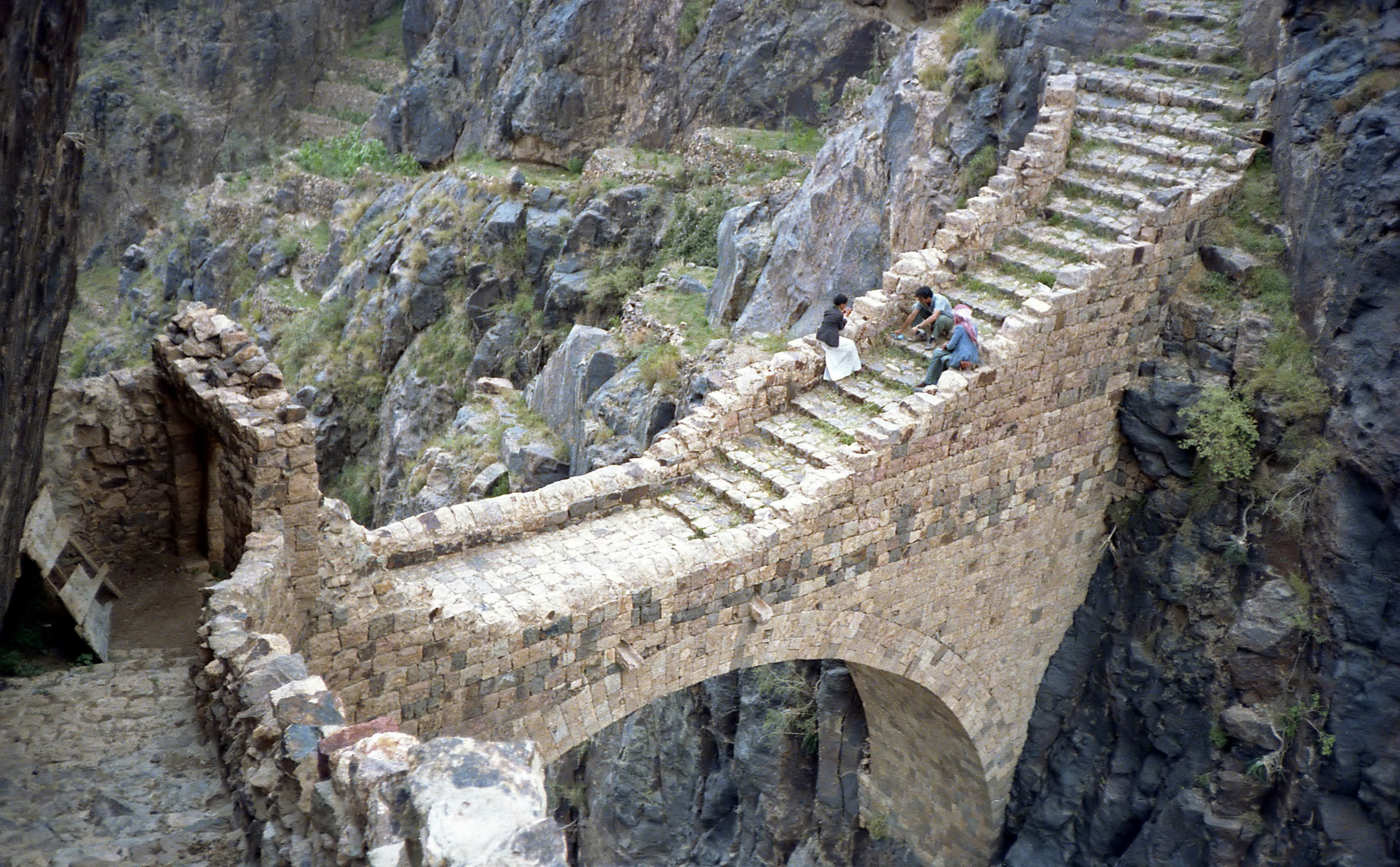
Vista lateral del pont de Shaharah
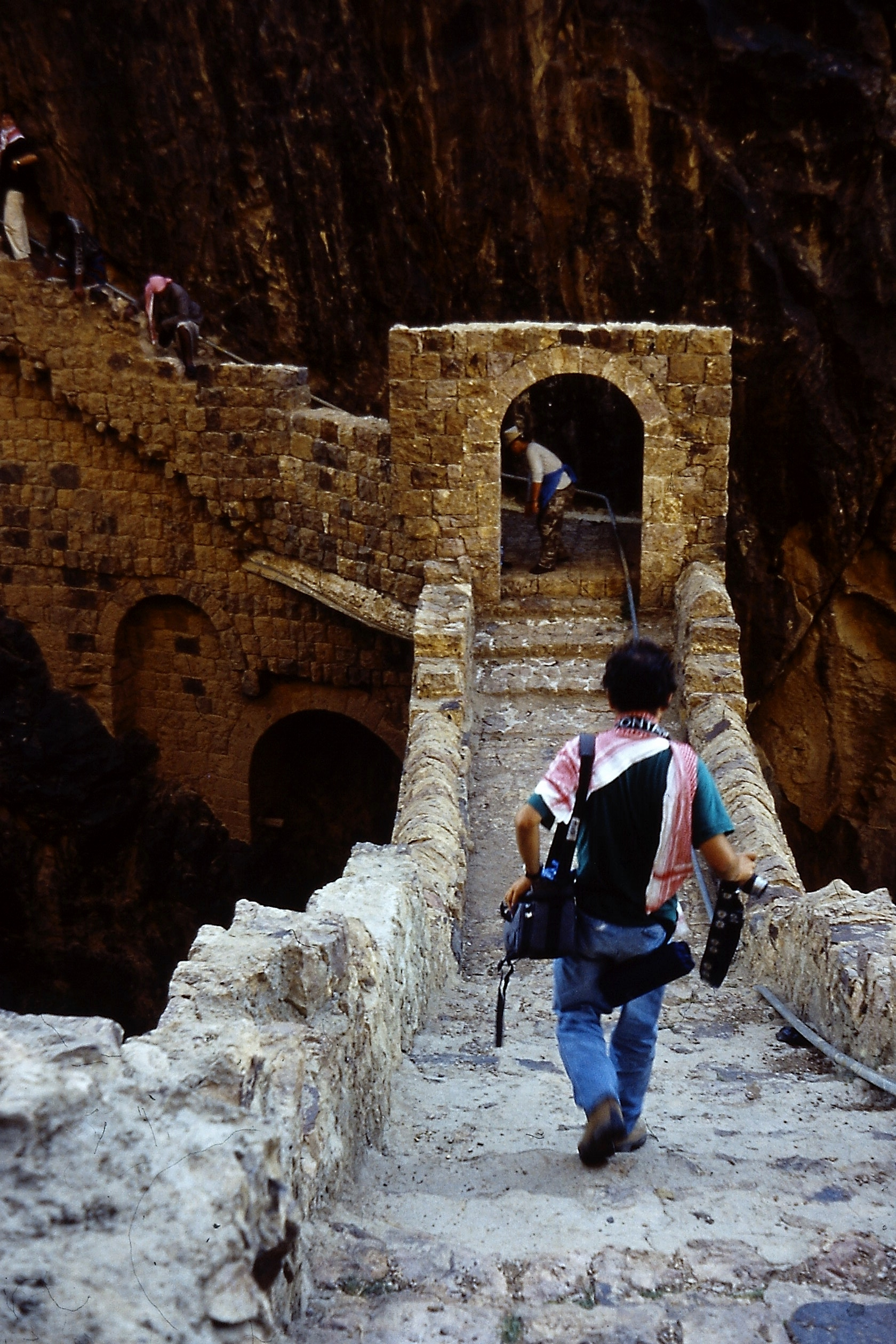
Pont de Shaharah
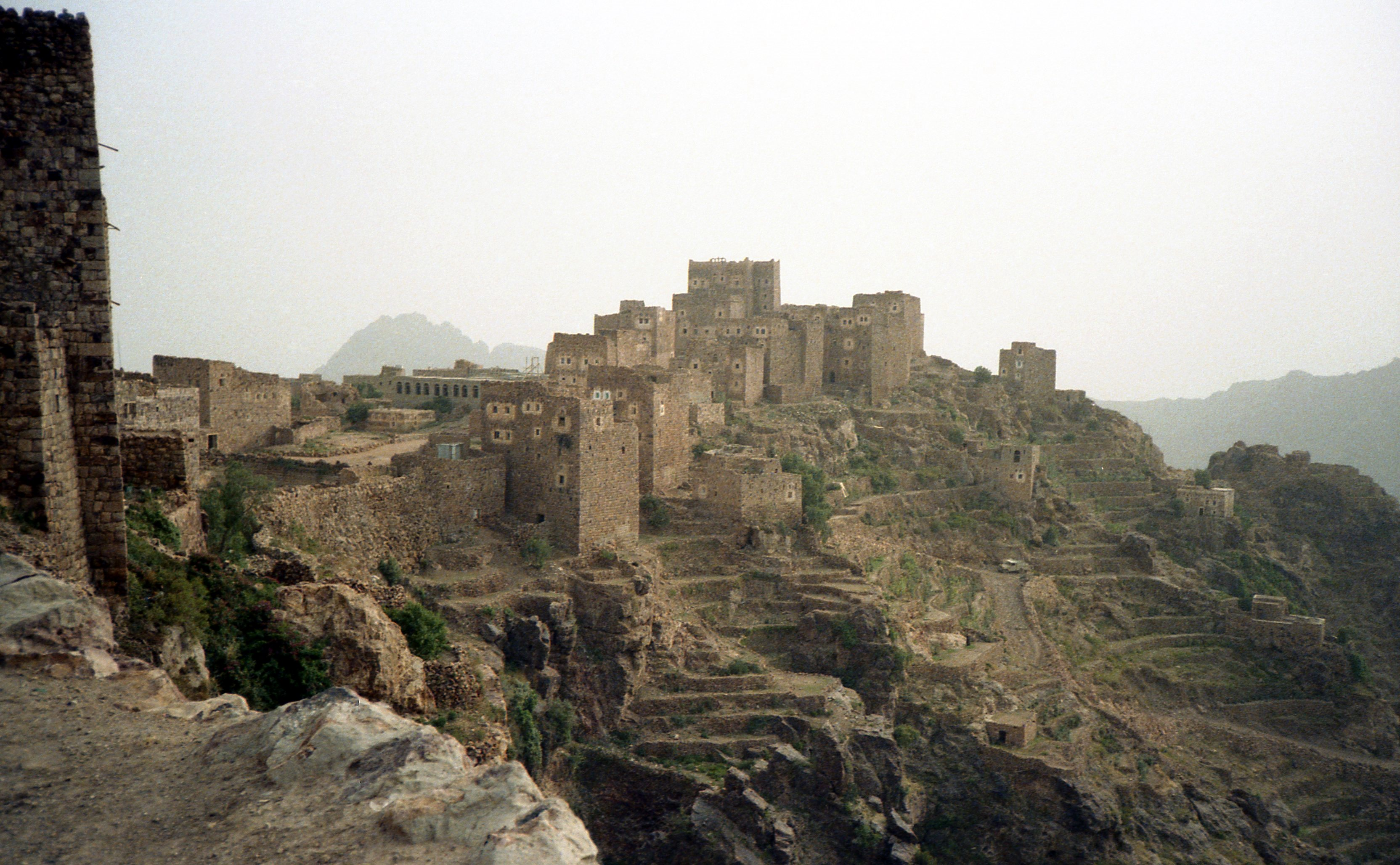
Vista de Shaharah